# Mathias Larsen
Mathias Alexander Erik Larsen (født 2. maj 1999 i Roskilde) er en professionel cykelrytter fra Danmark, der er på kontrakt hos Airtox-Carl Ras.